# St. Tertulin

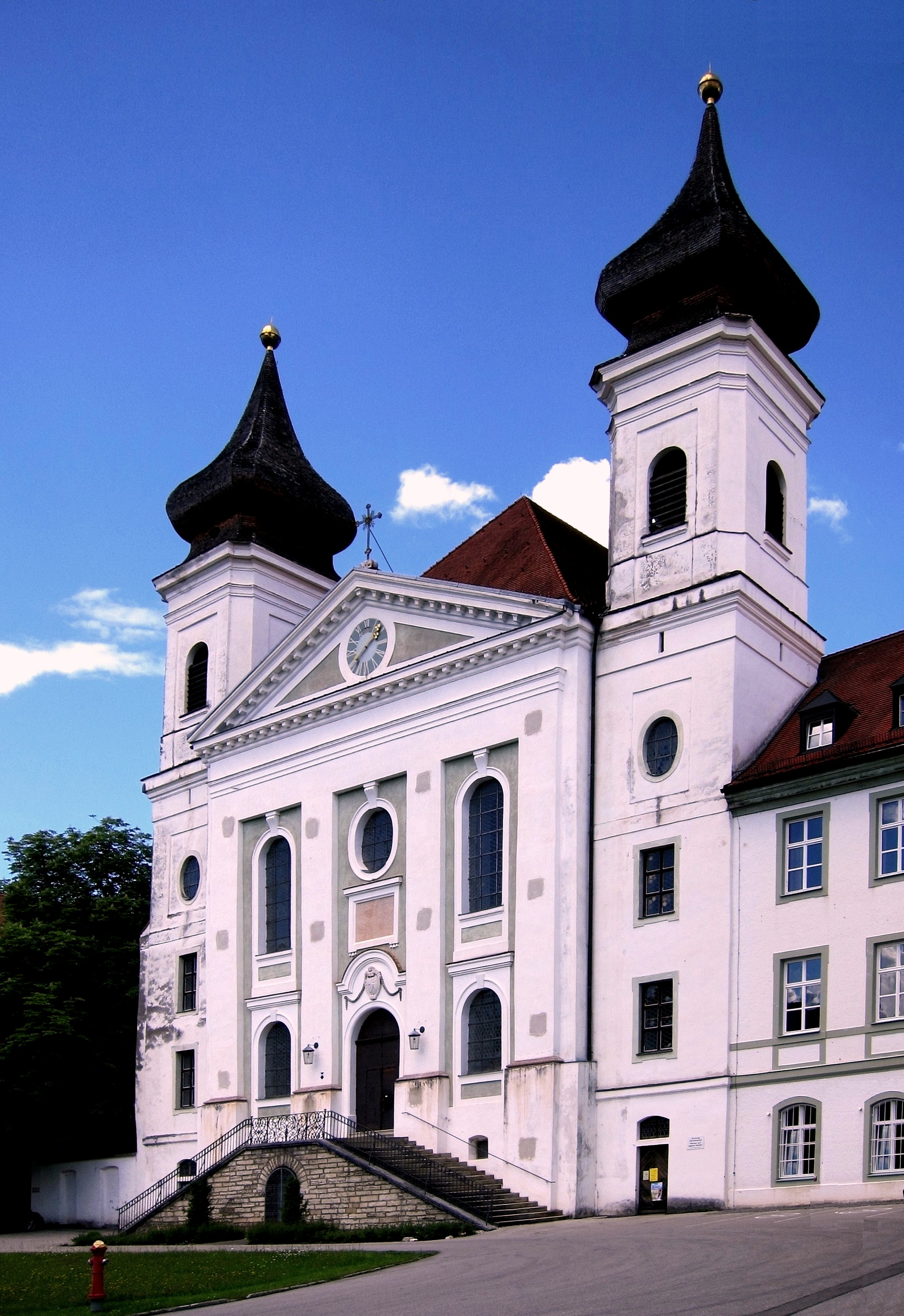
Fassade von St. Tertulin (2011)

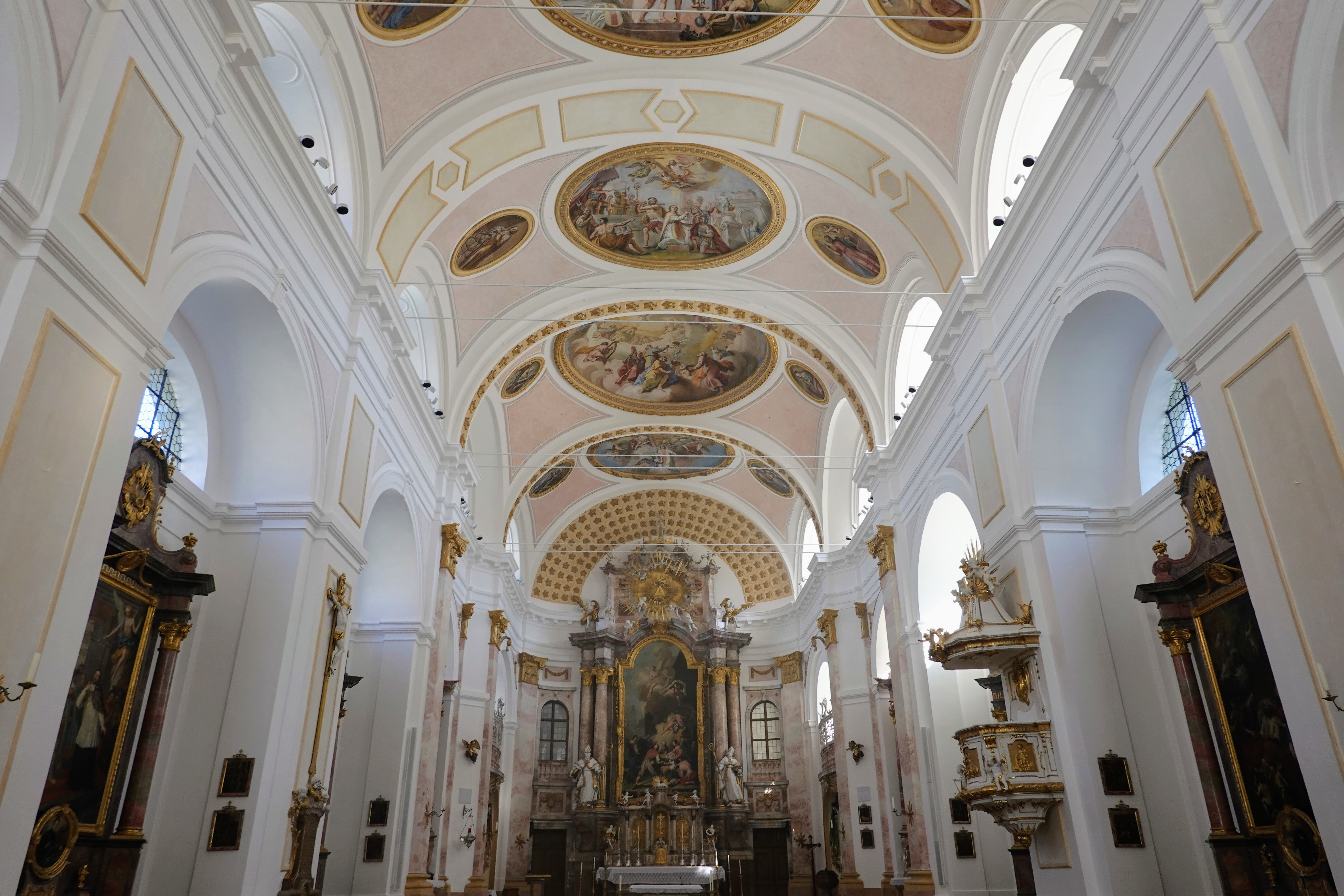
Innenansicht

Die römisch-katholische Pfarrkirche St. Tertulin in Schlehdorf im oberbayerischen Landkreis Bad Tölz-Wolfratshausen gehört als Teil der gleichnamigen Pfarrei im Pfarrverband Heimgarten-Schlehdorf-Ohlstadt-Großweil zum Dekanat Werdenfels des Erzbistums München und Freising. Die ehemalige Klosterkirche des Klosters Schlehdorf mit der Adresse Kirchstraße 7 steht zusammen mit weiteren Gebäuden des Klosters unter Denkmalschutz.

## Geschichte
Papst Hadrian I. schenkte 772 dem Kloster Schlehdorf die Reliquien des Katakombenheiligen Tertulin, der daraufhin zum Kirchenpatron der Vorgängerkirche bestimmt wurde.
Mit dem Bau der barock-klassizierenden Kirche wurde wohl 1726 begonnen. Vollendet wurde sie von 1773 bis 1780 unter Balthasar Trischberger.
Bei der Säkularisation behielt der bayerische Staat die Klosterkirche als Eigentum und stellte sie der Pfarrei als Pfarrkirche zur Verfügung.
Ab 2014 wurde das Kirchengebäude vom Staatlichen Bauamt Weilheim umfangreich saniert. Dabei wurden u. a. das Dach erneuert und die Statik ertüchtigt. Im Herbst 2021 erfolgte die Wiedereröffnung bei einem Festgottesdienst mit Reinhard Kardinal Marx.

## Beschreibung und Ausstattung
Der barocke Wandpfeilersaal ist nach Nordosten ausgerichtet. Er besitzt hohe Kapellenabseiten und einen flachen Chorschluss. Im Südwesten befindet sich die klassizierende Doppelturmfassade.
Die Innenausmalung stammt großteils von Johann Baptist Baader.

## Orgel

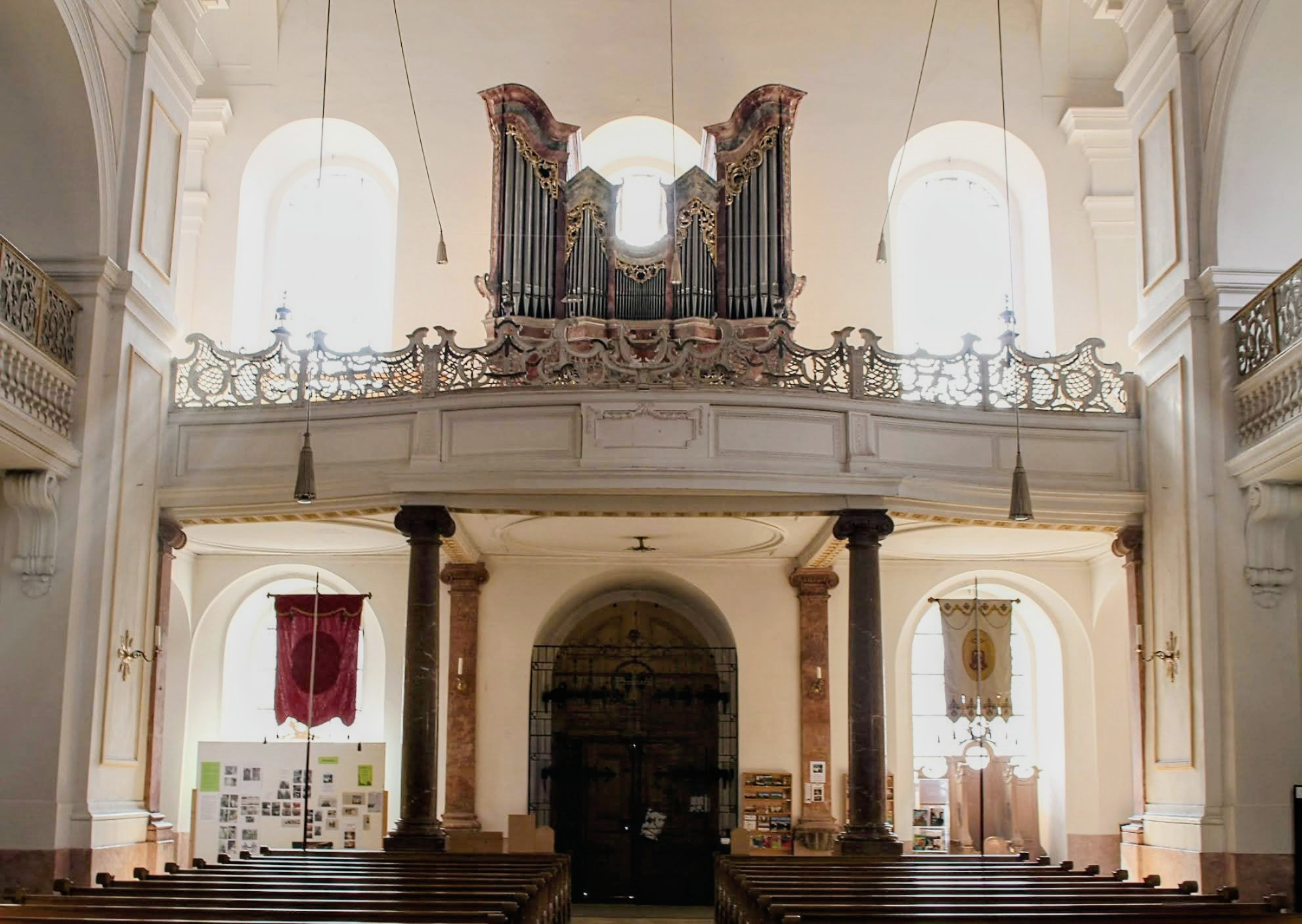
Empore mit der Thoma-Orgel

Die Orgel wurde 1783 von Franz Thoma (1746–1817) aus Aitrang gebaut. Obwohl sie mehrfach umgebaut wurde, unter anderem 1877 durch Max Maerz und 1962 durch Guido Nenninger, war noch soviel originale Substanz geblieben, dass 1997–2000 eine Restaurierung durch den Münchner Orgelbau Johannes Führer durchgeführt werden konnte.
Die Orgel mit mechanischer Traktur hat 18 Register auf zwei Manualen und Pedal und weist die folgende Disposition auf:
| Hauptwerk II C–c3 |    |
| Principal         | 8′ |
| Flöte             | 8′ |
| Quintadena        | 8′ |
| Gamba             | 8′ |
| Octav             | 4′ |
| Flöte             | 4′ |
| Sesquialtera      | 3′ |
| Superoctav        | 2′ |
| Mixtur            | 1′ |

| Unterwerk I C–c3 |       |
| Copel            | 8′    |
| Principal        | 4′    |
| Flöte            | 4′    |
| Octav            | 2′    |
| Cimbel           | 1 ⁄2′ |
| Tremulant        |       |

| Pedal C–f0 (repetierend ab c0) |     |
| Subbass                        | 16′ |
| Octavbass                      | 8′  |
| Violon                         | 8′  |
| Trompetenbass                  | 8′  |

- Koppeln: II/I, I/P, II/P
- Bemerkungen: Schleifladen, mechanische Spiel- und Registertraktur, Vallotti-Stimmung mit a1 = 415 Hz